# Йоан Бланко
Йоан Бланко Рейносо (ісп. Yoan Blanco Reinoso; нар. 27 червня 1979, Пінар-дель-Ріо, провінція Пінар-дель-Ріо, Куба) — еквадорський борець вільного стилю, чемпіон Південної Америки, бронзовий призер Панамериканського чемпіонату, срібний та бронзовий призер Панамериканських ігор, дворазовий чемпіон Південноамериканських ігор, чемпіон Боліваріанських ігор.

## Життєпис
Йоан Бланко народився на Кубі і почав займатися боротьбою у 1989 році, у своєму рідному Лас-Овасі, муніципалітет Пінар-дель-Ріо, в однойменній провінції. На Кубі так і не зміг виступити на міжнародному рівні. Йоан залишив боротьбу в 2004 році і після одруження з еквадоркою, він приїхав до цієї країни. Після перерви протягом 5 років, Бланко повернувся до занять боротьбою.
Виступає за борцівський клуб «Fade» Гуаякіль. Тренер — Карлос Валера.

## Спортивні результати на міжнародних змаганнях

### Виступи на Чемпіонатах світу
| Змагання                        | Збірна  | Вагова категорія          | Місце |
| ------------------------------- | ------- | ------------------------- | ----- |
| Чемпіонат світу з боротьби 2010 | Еквадор | вільна боротьба, до 66 кг | 25    |
| Чемпіонат світу з боротьби 2011 | Еквадор | вільна боротьба, до 66 кг | 32    |
| Чемпіонат світу з боротьби 2014 | Еквадор | вільна боротьба, до 70 кг | 7     |
| Чемпіонат світу з боротьби 2015 | Еквадор | вільна боротьба, до 70 кг | 20    |

### Виступи на Панамериканських чемпіонатах
| Змагання                                   | Збірна  | Вагова категорія          | Місце  |
| ------------------------------------------ | ------- | ------------------------- | ------ |
| Панамериканський чемпіонат з боротьби 2011 | Еквадор | вільна боротьба, до 66 кг | 7      |
| Панамериканський чемпіонат з боротьби 2014 | Еквадор | вільна боротьба, до 70 кг | Бронза |
| Панамериканський чемпіонат з боротьби 2015 | Еквадор | вільна боротьба, до 74 кг | 5      |

### Виступи на Панамериканських іграх
| Змагання                  | Збірна  | Вагова категорія          | Місце  |
| ------------------------- | ------- | ------------------------- | ------ |
| Панамериканські ігри 2011 | Еквадор | вільна боротьба, до 66 кг | Бронза |
| Панамериканські ігри 2015 | Еквадор | вільна боротьба, до 74 кг | Срібло |

### Виступи на Чемпіонатах Південної Америки
| Змагання                                    | Збірна  | Вагова категорія          | Місце  |
| ------------------------------------------- | ------- | ------------------------- | ------ |
| Чемпіонат Південної Америки з боротьби 2011 | Еквадор | вільна боротьба, до 74 кг | Золото |

### Виступи на Південноамериканських іграх
| Змагання                       | Збірна  | Вагова категорія          | Місце  |
| ------------------------------ | ------- | ------------------------- | ------ |
| Південноамериканські ігри 2010 | Еквадор | вільна боротьба, до 66 кг | Золото |
| Південноамериканські ігри 2014 | Еквадор | вільна боротьба, до 74 кг | Золото |

### Виступи на Боліваріанських іграх
| Змагання                 | Збірна  | Вагова категорія          | Місце  |
| ------------------------ | ------- | ------------------------- | ------ |
| Боліваріанські ігри 2013 | Еквадор | вільна боротьба, до 66 кг | Золото |

### Виступи на інших змаганнях
| Змагання                                                               | Збірна  | Вагова категорія          | Місце  |
| ---------------------------------------------------------------------- | ------- | ------------------------- | ------ |
| Олімпійський кваліфікаційний турнір з боротьби 2012 (Кіссіммі-Орландо) | Еквадор | вільна боротьба, до 66 кг | 5      |
| Гран-прі Іспанії з боротьби 2012                                       | Еквадор | вільна боротьба, до 74 кг | Бронза |
| Гран-прі Іспанії з боротьби 2013                                       | Еквадор | вільна боротьба, до 66 кг | Бронза |
| Кубок Бразилії з боротьби 2013                                         | Еквадор | вільна боротьба, до 66 кг | Срібло |
| Кубок Гранми з боротьби 2014                                           | Еквадор | вільна боротьба, до 70 кг | 5      |
| Гран-прі Іспанії з боротьби 2014                                       | Еквадор | вільна боротьба, до 70 кг | 5      |
| Кубок Бразилії з боротьби 2014                                         | Еквадор | вільна боротьба, до 70 кг | 5      |
| Кубок Бразилії з боротьби 2015                                         | Еквадор | вільна боротьба, до 74 кг | Золото |
| Олімпійський кваліфікаційний турнір з боротьби 2016 (Фріско)           | Еквадор | вільна боротьба, до 74 кг | 5      |
| Олімпійський кваліфікаційний турнір з боротьби 2016 (Улан-Батор)       | Еквадор | вільна боротьба, до 74 кг | 25     |
| Олімпійський кваліфікаційний турнір з боротьби 2016 (Стамбул)          | Еквадор | вільна боротьба, до 74 кг | 21     |